# 奉浦快线
奉浦快线，即南桥新城快速公交，是一条于中国上海市奉贤区、闵行区以及浦东新区的一条快速公交系统线路，也是上海市第一条快速公交系统线路。全长约33.5公里，共设17站，并另设1套蓄车场。线路自南桥汽车站到东方体育中心站。但建设中存在进度缓慢的问题，有些路段改造完成，有些路段甚至没有招标，影响了整体进度，原计划于2015年通车。
2018年4月20日，该快速公交之区间车先行开通，线路自南桥汽车站沿南奉公路、贤浦路、南行港路、浦星公路至沈杜公路。单程耗时约45分钟，平均时速为每小时25公里，平均发车时间间隔为10分钟左右。

## 历史
- 2012年，奉贤区政府公布的2012政府工作报告，该区有意接过上海首条BRT的建设权[4]
- 2013年2月7日，上海市规划和国土资源管理局上对该项目进行公示。
- 2018年4月20日，线路区间段（奉浦快线 (区间)）先行开通。

## 线路走向

奉浦快线线路图

线路自南桥汽车站沿南奉公路、贤浦路、南行港路、浦星公路、浦放路，终点站至8号线、浦江线沈杜公路站。为避免8号线拥挤加剧，有计划延伸至东方体育中心站，但沈杜公路以北路段一直未有继续推进。

## 站点设置

### 已开通区段
南桥汽车站、望园路站、金海公路站、定康路站、贤浦路站、秀竹路站、清朗路站、金大公路站、齐贤站、南行港路站、鲁南路站、沈杜公路站

### 规划中
东方体育中心站

## 运营情况
奉浦快线设有独立车站和付费区，乘客可使用公交卡或专用单程票进出站；2021年又增加上海公交二维码。线路以长途客流为主，上下乘客大都集中在南桥汽车站和沈杜公路两座首末站。至2023年3月底，日均客流1万人次，单日最高1.75万人次。
南团快线也使用奉浦快线的部分站台。